# サーブ 18
サーブ 18
スウェーデン空軍のサーブ S18
- 用途：爆撃/雷撃/偵察
- 設計者：Frid Wänström、Carl Haddon
- 製造者：SAAB
- 運用者：スウェーデン空軍
- 初飛行：1942年6月19日
- 生産数：245機
- 運用開始：1944年
- 退役：1959年

サーブ 18（SAAB 18）は、スウェーデンのスベンスカ航空機株式会社（Svenska Aeroplan Aktiebolaget、SAAB）が1938年の設計競作に応じて設計/製造し、スウェーデン空軍で使用された双発の爆撃/偵察機である。 開発が遅延したために1944年まで就役しなかったが、その後は急速にスウェーデン空軍の標準爆撃機となっていった。爆撃、偵察、地上攻撃といった任務に携わると同時に、1950年代にサーブ 32 ランセンが代替するまで射出座席や空対地誘導ミサイルといった装備の開発にも使用された。

## 設計と開発
スウェーデン空軍に就役していたユンカース Ju 86の後継機とするための「3座高速偵察機」と呼ばれる要求が後のサーブ 18となった。
ASJA（Svenska Järnvägsverkstädernas Aeroplanavdelning）、SAABとヨータヴェルケン（AB Götaverken、GV）の各社は、空軍の要求に応じた設計を提出した。GV社が提出したGV8が最も要求に合致した設計であったが、この設計はコストが高くつくこととGV社の主任設計技師が退社したことからSAAB社（当時ASJA社と合併していた）の設計が契約を獲得することになった。
SAAB社とASJA社には米国人の設計技師が数多くいたことから、サーブ 18の設計には米国機との類似点が幾つかあった。1939年に第二次世界大戦が始まると空軍の優先事項が変更され、サーブ 18の開発作業を差し置いてサーブ 17の生産に拍車がかけられた。この空軍の方針変更によりサーブ 18に対する要求仕様に中型爆撃機の役割が追加され、この要求仕様の変更によりこの機の初飛行は1942年6月19日まで延期されることになった。
3名の搭乗員のうち操縦士と航法士は胴体左側に片寄せて配置したコックピットにタンデムに座り、爆撃手は機首に座った。サーブ 18の試作機は中翼単葉の双垂直尾翼機であり、プラット・アンド・ホイットニー R-1830 星形エンジンを搭載していた。武装は3丁の13.2-ミリメートル (0.52 in) 機関銃を装備し、1丁は操縦士が操作する前方固定式で残りの2丁は航法士と爆撃手が操作する可動式防御機銃であった。1,000キログラム (2,200 lb)までの爆弾を胴体内の爆弾倉に収納し、8発の50-キログラム (110 lb)爆弾を主翼下に懸架することができた。
飛行テストでこの試作機は出力不足であることが分かったが、より大出力のエンジンを直ぐに入手できる見込みがないままサーブ 18は爆撃機仕様（B 18A）と偵察機仕様（S 18A）で量産が命じられた。

## 運用の歴史
B 18Aは1944年に就役し、その後急速にスウェーデン空軍の標準中型爆撃機となっていった。ライセンス生産されたダイムラー・ベンツ DB 605 エンジンが入手可能となり、改良型のサーブ 18Bに搭載されて1944年7月10日に初飛行を行った。
B 18B急降下爆撃機として発注され、18Bの設計は更なる開発をされて雷撃機として計画されたT 18Bとなった。しかし魚雷を搭載することが困難だったためにT 18Bは代わりにボフォース製57-ミリメートル (2.2 in)機関砲を機首搭載した重地上攻撃機として開発された。
空対地ロケット弾の搭載と改良型の爆撃照準器により専任の爆撃手が不要になったことから、1940年代末に搭乗員は2名に削減された。その当時サーブ 18は深刻な損耗率に悩まされ不評だったため、全ての残存機に操縦士と航法士/銃手用の射出座席を取り付けることが決定された。
サーブ 18は総計245機が生産され、最終号機のT 18Bは1948年に納入された。初期のスウェーデン製空対地ミサイルのテストに使用されたサーブ 18は、1950年代末にジェットエンジン搭載の後退翼機サーブ 32 ランセンに代替されるまでスウェーデン空軍の第一線地上攻撃機の座に留まり続けた。B 18BとT 18Bは1958年にA 32Aに代替され、最後のS 18Aは1959年にS 32Cに代替された。

## 現存機
スウェーデン空軍博物館が保管しているB 18Bが現存する唯1機のサーブ 18である。この機体は1946年の雪嵐で破損した8機のうちの1機であり、1979年に修復された。

## 派生型

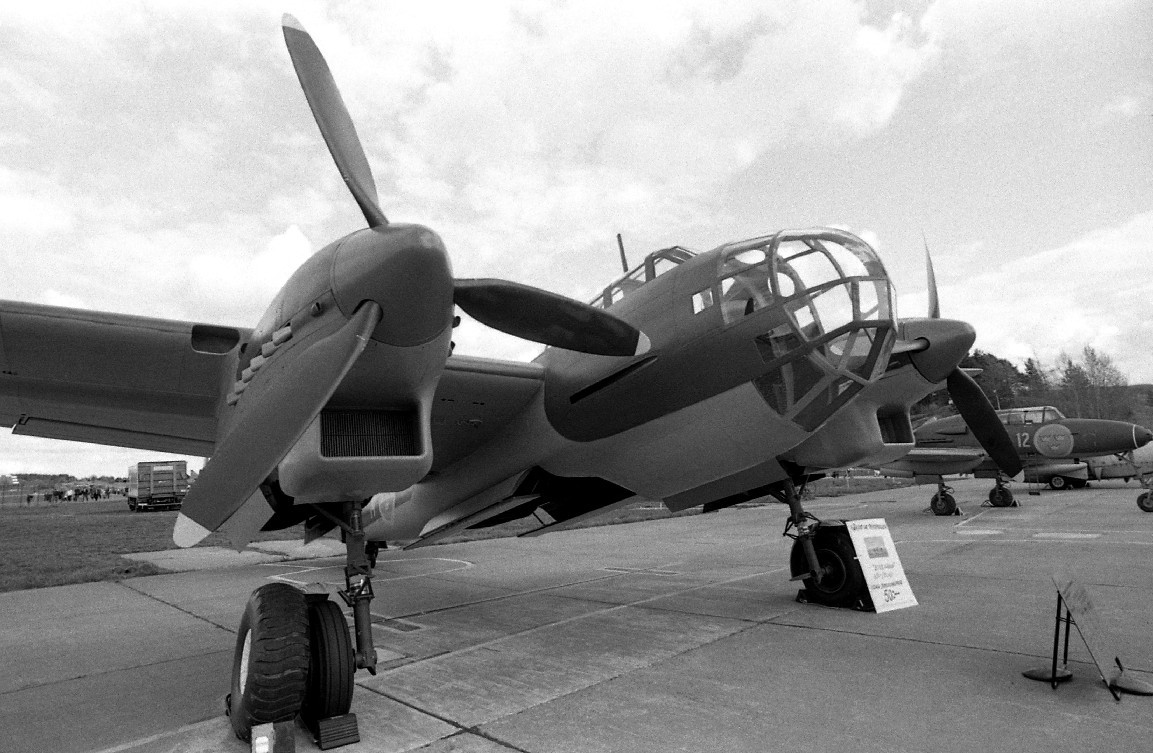
サーブ B 18B.

サーブ 18A
プラット・アンド・ホイットニー R-1830 星形エンジンを搭載した試作機
B 18A
プラット・アンド・ホイットニー R-1830 エンジンを搭載した最初の量産型の爆撃機、62機製造。1946年から47年にかけて全機がS 18A仕様に改装
S 18A
B 18Aの写真偵察機への改装型、PS-18/A（AN/APS-4）レーダーを搭載
サーブ 18B
ダイムラー・ベンツ DB 605 エンジンを搭載した試作機
B 18B
ダイムラー・ベンツ DB 605 Bエンジンを搭載した急降下爆撃機、119機製造。1940年代末に最大8発の空対地ロケット弾を搭載
T 18B
雷撃機として計画された派生型、後に地上攻撃機として開発、52機製造。20 mm 機関砲2門と57 mm 機関砲1門を装備。Rb 302対艦ミサイルのテスト機として使用

## 運用
スウェーデン
- スウェーデン空軍

## 要目
(B 18B)
- 乗員：3名（パイロット、航法士/銃手、爆撃手）
- 全長：13.23 m (43 ft 5 in)
- 全幅：17 m (55 ft 9 in)
- 全高：4.35 m (14 ft 3 in)
- 翼面積：43.75 m2 (470.9 sq ft)
- 空虚重量：6,100 kg (13,448 lb)
- 最大離陸重量：8,800 kg (19,401 lb)
- 燃料搭載量：1,700 L (370 imp gal; 450 US gal)
- エンジン：2 × ダイムラー・ベンツ DB 605 倒立V型エンジン、1,100 kW (1,475 hp)
- 最高速度：575 km/h (357 mph; 310 kn)
- 巡航高度：9,800 m (32,152 ft)
- 航続距離：2,600 km (1,616 mi; 1,404 nmi)
- 武装
  - 機銃：1 × 7.92mm 前方固定機関銃（主翼付け根）、2 × 13.2mm
  - ロケット弾：8 × 空対地ロケット弾（主翼下パイロン）
  - 爆弾：1,500 kg (3,300 lb) （胴体内爆弾倉）